# August von Pelzeln
August von Pelzeln est un ornithologue autrichien, né le 10 mai 1825 à Prague et mort le 2 septembre 1891 à Oberdöbling près de Vienne. Pelzeln a eu la responsabilité des collections de mammifères et d'oiseaux du Muséum impérial de Vienne pendant quarante ans.

## Biographie
Pelzeln est le petit-fils de la cantatrice lyrique Caroline Pichler (1769-1843) et sa sœur Marie est une future femme de lettres. Il poursuit ses études au prestigieux établissement bénédictin de Vienne, le Schottengymnasium, puis entre à la faculté de droit de l'université de Vienne. Il devient fonctionnaire du district de Vienne. En 1851, il est nommé assistant de Karl Moriz Diesing au cabinet d'histoire naturelle de la Cour (Hof-Naturalien-Cabinet), ancêtre du muséum actuel. En 1857, il succède à Johann Jakob Heckel comme conservateur chargé des oiseaux et des mammifères, poste qu'il occupe jusqu'en 1888.
D'avril 1857 à août 1859, Pelzeln prend part à l'expédition du Novara autour du monde qui est commandée par la Couronne et dont la partie zoologique est dirigée par Georg von Frauenfeld. Le navire est commandé par le capitaine von Wüllerstorf-Urbair (1816-1883). Il part de Trieste vers Gibraltar, puis traverse l'océan Atlantique jusqu'à Rio de Janeiro; ensuite le SMS Novara prend la direction du cap de Bonne-Espérance, visite l'île d'Amsterdam et l'île Saint-Paul, puis met le cap sur l'Inde, Java, les Philippines, l'Australie, la Nouvelle-Zélande et Tahiti. Le navire atteint Valparaíso et prend le chemin du retour par le Cap Horn et les Açores. August von Pelzeln est chargé de rédiger la partie ornithologique du compte-rendu du voyage paru sous le titre de Reise der österreichischen Fregatte Novara um die Erde in den Jahren 1857, 1858, 1859 unter den Befehlen des Commodore B. von Wüllerstorf-Urbair.
Il a notamment travaillé sur les 343 espèces d'oiseaux collectés par Johann Natterer au Brésil en 1822. Il est l'auteur d'Ornithologie Brasileiras (1871) et Beitrage zur Ornithologie Sud Afrikas (1882). Il étudie également les oiseaux récoltés par l'expédition autrichienne du Novara.

## Publications
- Bemerkungen gegen Darwin's Theorie vom Ursprung der Spezies, Wien, A. Pichler Witwe & Sohn, 1861.
- Zur Ornithologie Brasiliens, Resultate von Johann Natterers Reisen in den Jahren 1817 bis 1835, Wien, A. Pichler's Witwe & Sohn, 1871 Lecture en ligne
- Ornithologie Brasileiras, 1871
- Beitrage zur Ornithologie Sud Afrikas, 1882
- Eine Studie über die Abstammung der Hunderassen, in: Zoologische Jahrbücher : Abteilung für Systematik, Ökologie und Geographie der Tiere, 1, pp. 225–240, 1886 PDF, Lecture en ligne

## Hommages
Les espèces suivantes lui sont dédiées :
- Tachybaptus pelzelnii
- Gazella pelzelni
- Thamnophilus pelzelni
- Ploceus pelzelni
- Granatellus pelzelni
- Elaenia pelzelni
- Ammonastes pelzelni
- Pseudotriccus pelzelni
- Todirostre de Pelzeln (Hemitriccus inornatus)
- Tyran de Pelzeln (Conopias parvus)